# Ewa Da Cruz
Ewa Da Cruz, nata Ewa Benedicte Övre Skulstad e anche nota come Ewa Skulstad (Tromsø, 9 luglio 1977), è un'attrice norvegese naturalizzata statunitense.

## Filmografia parziale

### Cinema
- Che bel pasticcio (Kettle of Fish), regia di Claudia Myers (2006)
- Bella, regia di Alejandro Monteverde (2006)
- Dogs Lie, regia di Richard Atkinson (2011)
- Excuse Me for Living, regia di Ric Klass (2012)
- Kill Buljo 2, regia di Geir Vegar Hoel (2013)

### Televisione
- Così gira il mondo (As the World Turns) - serie TV, 277 episodi (2006-2010)